# Wahrschau

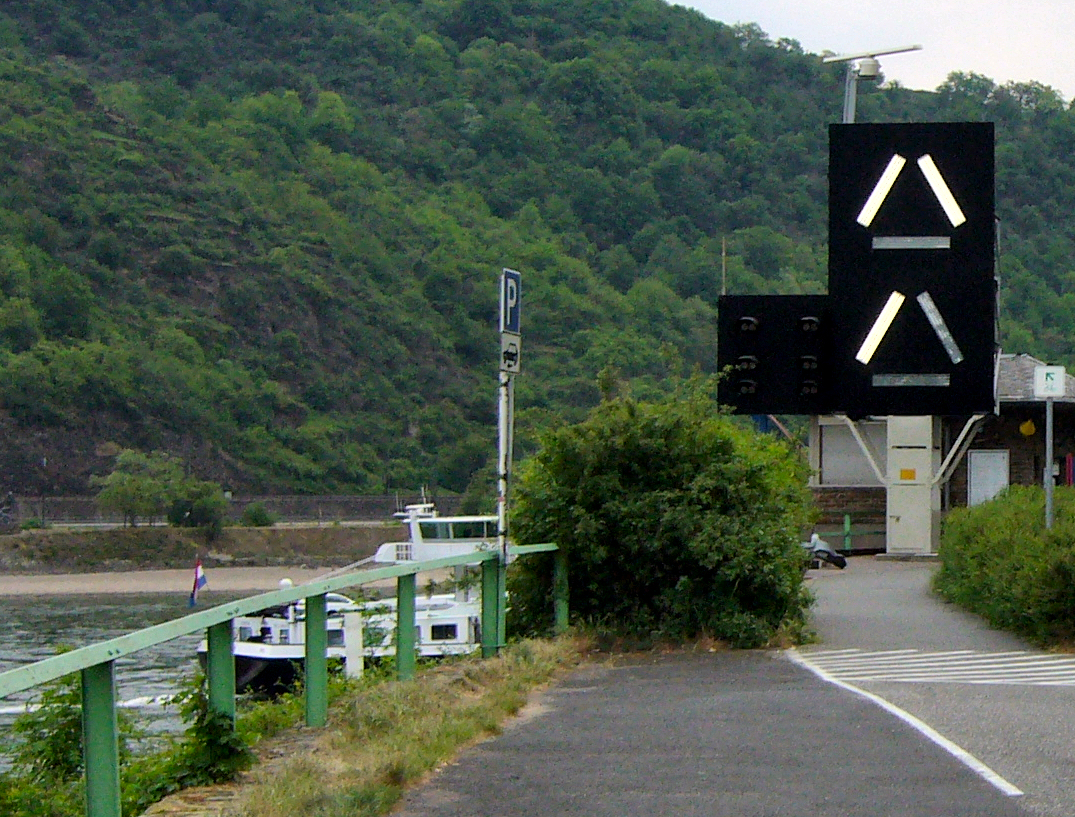
Signalstation Bankeck bei St. Goar mit Lotsenmuseum

Eine Wahrschau (aus dem Niederdeutschen: Warnung, aus mittelniederdeutsch warschuwinge = Warnung, vergl. niederländisch waarschuwen = warnen) ist eine ortsfeste Lichtsignalstelle bzw. Warneinrichtung, besonders in der Binnenschifffahrt.
Am Rhein gibt es eine Wahrschau am Mittelrhein an der Loreley. Da für die Rheinschifffahrt auf Grund der Flussbiegung, der Engstelle und der Berge weder eine direkte Sicht noch UKW-Funk möglich sind, werden die flussaufwärts fahrenden Schiffer durch Lichtzeichen informiert, ob sie fahren dürfen oder nicht. Es gibt verschiedene Zeichenkombinationen für verschiedene Schiffslängen; einzelne, kurze Schiffe werden durch einen Balken angezeigt, Schiffsverbände oder große Schiffe mit mehreren. Die Schiffer sehen diese Informationen an mehreren Punkten entlang einer 7 km langen Strecke. Gesteuert werden sie von der Revierzentrale Oberwesel. Rheinlotsen sind auf dieser Strecke inzwischen entbehrlich geworden.
An der Elbe gibt es am Magdeburger Domfelsen eine Wahrschau. Dort beträgt die Fahrrinnenbreite statt der sonst geforderten 50 m nur 35 m und die Fließgeschwindigkeit ist erhöht, so dass schwach motorisierte Frachtschiffe in diesem Bereich beim Stromauffahren durch Schlepper unterstützt werden. Für die Berufsschifffahrt ist das Begegnen an dieser Stelle nicht erlaubt, die Verkehrsregelung erfolgt durch eine vom Wasserstraßen-Neubauamt Magdeburg aus gesteuerte Wahrschau, die sich stromaufwärts linksseitig an der Sternbrücke und stromabwärts auf dem Magdeburger Werder an der Einfahrt zur Zollelbe befindet.
In der Schifffahrt wird Wahrschau! bis heute als Warnruf benutzt, der Ausdruck entstammt dem Niederdeutschen; siehe dazu Liste seemännischer Fachwörter (N bis Z) #W.

## Wahrschaufloß

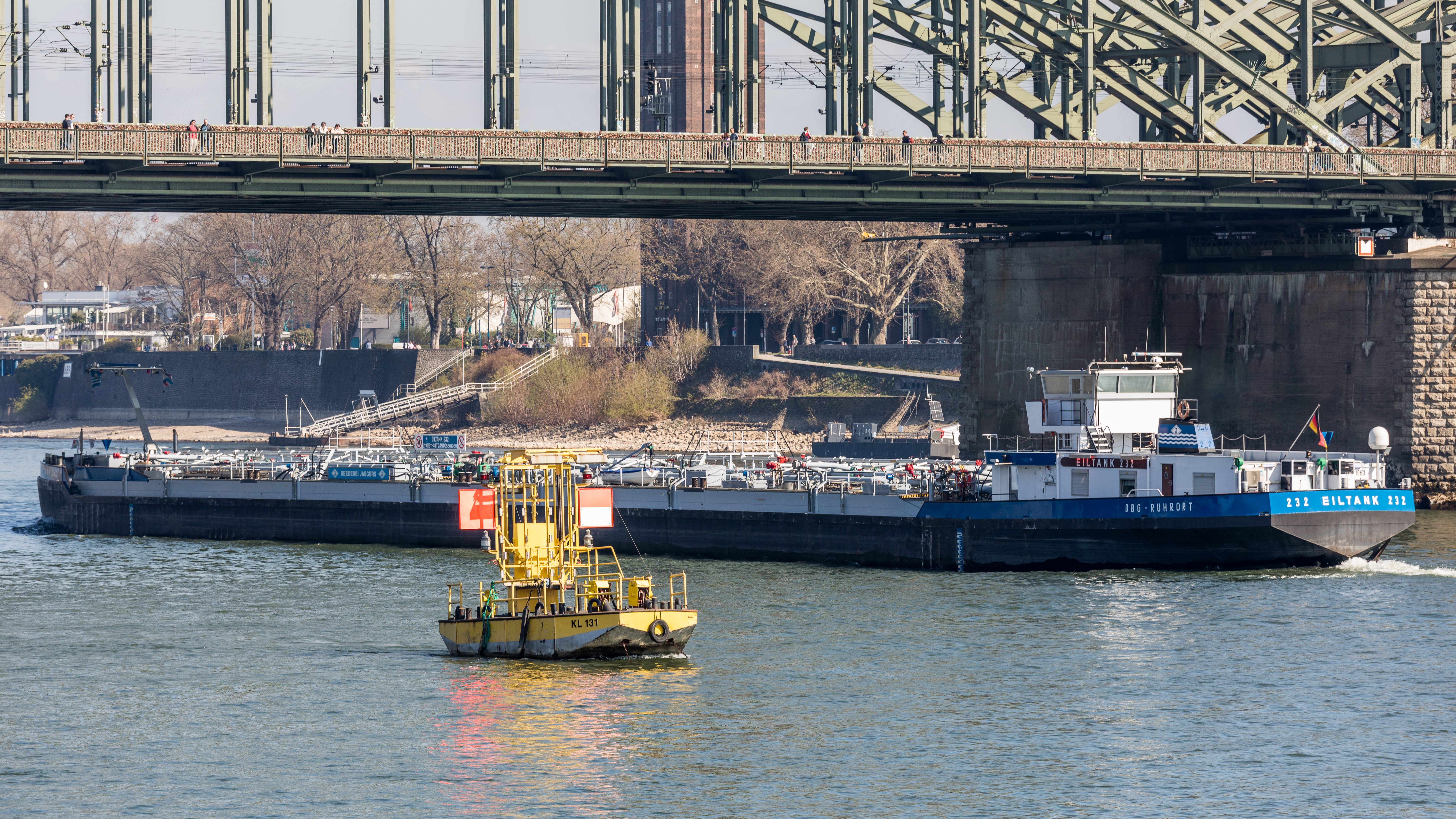
Wahrschaufloß im Bereich der Hohenzollernbrücke Köln. Ein Tanker passiert die Stelle in Langsamfahrt zur Vermeidung von Wellenschlag

Daneben gibt es das Wahrschaufloß als schwimmendes, nicht-ortsfestes Wasserstraßen-Sicherungsschiff, das als verankertes Floß für Schifffahrtszeichen z. B. Arbeitsstellen in einem Binnengewässer absichert.